# Viktor Panine
Pour les articles homonymes, voir Panine.
Le comte Viktor Nikititch Panine (en russe : Ви́ктор Ники́тич Па́нин), né le 28 mars 1801 (9 avril dans le calendrier grégorien) à Moscou et décédé le 12 avril 1874 à Nice, est un homme politique russe, ministre de la Justice de 1841 à 1862.

## Biographie
Ardent défenseur de la monarchie, il fut l'un des plus anciens collaborateurs de l'empereur Nicolas Ier et un défenseur de l'émancipation des serfs.
Le comte Panine appartint au comité secret créé par Alexandre II afin d'étudier l'abolition du servage[source insuffisante].
Son manque de libéralisme provoqua son renvoi et Dimitri Zamiatnine lui succéda au poste de ministre de la Justice.

### Sources
- Henri Troyat, Alexandre II de Russie, Paris, Flammarion, 1992.
- Hélène Carrère d'Encausse, Alexandre II, le printemps de la Russie, Paris, Fayard, 2008.